# Île Fernandina
L'île Fernandina, en espagnol Isla Fernandina, aussi appelée île Narborough, est une île inhabitée d'Équateur située dans l'archipel des Galápagos.
C'est l'île la plus récente des Galápagos avec le volcan La Cumbre situé en son centre et culminant à 1 494 mètres d'altitude.

## Toponymie
Le nom Fernandina dérive du nom espagnol du roi d'Espagne, Ferdinand II (1452 - 1516), Fernando étant la forme espagnole de Ferdinand, qui participa au financement des expéditions de Christophe Colomb.
Le nom de Narborough, en l'honneur du contre-amiral Sir John Narborough, fut donné à cette île par le flibustier anglais William Ambrose Cowley qui se rendit dans l'archipel en 1684.

## Divers
On peut la voir dans le premier épisode de la série britannique Planet Earth II, la saison 2 dans laquelle des iguanes vivant sur l'île sont chassés par des serpents.